# Hangin’ Tough
Hangin’ Tough ist ein Lied von den New Kids on the Block aus dem Jahr 1988, das von Maurice Starr geschrieben und produziert wurde. Es erschien auf dem gleichnamigen Album.

## Geschichte
Die Veröffentlichung war am 3. Juli 1989, in den Vereinigten Staaten, Großbritannien und Irland wurde der Pop-Rocksong ein Nummer-eins-Hit.
Es gibt vom Song zwei verschiedene abgemischte Versionen: die originale Albumversion, die ein Keyboard-Solo enthält und die besser bekannte Remixversion, die häufig auf Kompilationen zu finden ist. Diese enthält ein Gitarrensolo und mehr Instrumentierung.
In dem Film Joy Stick Heroes und in der Episode Der Universumsrekord von der Regular Show konnte man den Song hören.

## Musikvideo
Im Musikvideo trägt die Band den Song live vor einem jubelnden Publikum vor und tanzen Breakdance in den Zwischenszenen.

## Kommerzielle Erfolg

### Chartplatzierungen
| ChartsChartplatzierungen       | Höchstplatzierung | Wochen |
| ------------------------------ | ----------------- | ------ |
| Deutschland (GfK)              | 29 (13 Wo.)       | 13     |
| Vereinigte Staaten (Billboard) | 1 (17 Wo.)        | 17     |
| Vereinigtes Königreich (OCC)   | 1 (14 Wo.)        | 14     |

| ChartsJahrescharts (1989)      | Platzierung |
| ------------------------------ | ----------- |
| Vereinigte Staaten (Billboard) | 49          |

### Auszeichnungen für Musikverkäufe
| Land/Region               | Auszeichnungen für Musikverkäufe (Land/Region, Auszeichnung, Verkäufe) | Verkäufe  |
| ------------------------- | ---------------------------------------------------------------------- | --------- |
| Vereinigte Staaten (RIAA) | Platin                                                                 | 1.000.000 |
| Insgesamt                 | 1× Platin ·                                                            | 1.000.000 |

## Coverversionen
- 1991: The Chipmunks
- 1999: Hans Muff
- 2004: Jordan Knight